# 전국장애인차별철폐연대의 대중교통 점거 시위
전국장애인차별철폐연대가 2021년부터 주최한 지하철 등 대중교통 점거 시위에 대한 경과와 그로부터 발생한 논란과 대응에 대해 서술하는 문서이다.

## 진행 과정
2021년부터 전국장애인차별철폐연대는 수도권 지하철 1호선, 2호선, 3호선, 4호선, 5호선, 인천국제공항철도와 대구 지하철 1호선 역에서 이들이 장애인에 대한 차별을 철폐하고 이동권 보장을 하라는 주장을 담은 시위를 진행하는 도중에, 열차 지연을 일으키고, 5호선 스크린도어가 파손되고, 4호선 혜화역 등 승강장 벽면이 훼손되는 등의 피해를 입었다.
2021년 12월 20일, 월요일 오전 출근길에 수도권 전철 5호선 왕십리역에서 출입문과 스크린도어 사이에 휠체어 바퀴를 넣어서 열차 출입문이 닫히거나 오작동을 일으키게 해 불법 시위를 진행했으며, 스크린도어가 파손되는 피해를 입었고, 방화행 상선 열차가 10분 정도 지연 운행되었다. 이 외에도 평일 오전 출근 시간대에 수도권 전철 1호선~5호선에서 지속적으로 문이 열리면 열차를 타고내려 운행 시간을 지연시키는 등의 과격한 시위를 일으켰다. 또한 서울교통공사의 공식 입장에 따르면, 할머니의 임종을 보러 가기 위해 지하철을 타는 승객들이 이들의 시위에 불편해하자 "버스 타고 가세요"라는 발언을 하여 비판을 받았다.
이들은 2022년 제20대 대통령 선거에 출마하는 후보인 이재명, 윤석열(제 20대 대통령), 안철수, 심상정 중에서 장애인 예산에 신경써준다는 언급을 할 때 시위를 즉시 중단하겠다고 했으며, 2월 21일 정의당 심상정 후보의 장애인 예산 언급과 2월 23일 심상정 후보의 해당 장애인 단체의 시위현장 방문으로 3월 2일까지 오전 출근길 시위를 중단했다. 그러나 퇴근길 시위는 아직 중단하지 않고 계속하겠다고 하면서 2월 25일 17:00부터 공항철도에서 오후 퇴근길 시위를 계속하였다.
당선된 대통령이 장애인권리예산을 반영하겠다는 공약을 세우면 출근길 시위를 멈추겠다고 밝혔고, 적극적 변화 없으면 지속할 계획이라고 했으며, 장기전으로 끌 것이라고 했다. 하지만 그 때까지 차기 대통령 인수위에서 장애인권리예산 반영에 대한 구체적인 계획이 나오지 않는다면 3월 24일부터 다시 시위하겠다고 했다. 결국 인수위가 원론적인 답변만 했다며 3월 24일부터 시위가 재개되었다.
2022년 3월 29일 인수위와의 면담에서 시위를 멈춰달라는 인수위 측의 요청에 따라 3월 30일부터 지하철 고의 지연 시위에서 삭발 방식으로 투쟁을 지속하기로 했다. 인수위에 4월 20일까지 요구사항에 대한 답변을 요구했다. 그리고 이준석 국민의힘 대표에도 사과를 요구했고 사과하지 않으면 별도로 투쟁하겠다고 했다.

## 이들의 주장 및 원인
엘리베이터가 없는 역의 엘리베이터 설치, 저상버스 도입 등 장애인 이동권 관련 예산 삭감이 계기가 되어 휠체어 탑승자들이 연달아 지하철을 타고 내리는 형태로 진행되었다.
장애인 이동권 보장을 위한 예산 확보와 30%에 불과한 저상버스 도입률을 높이기 위해 의무화 요구, 특별교통수단 이용 개선, 시외 이동권 보장 등을 주장했고 그 결과 교통약자의 이동편의 증진법이 개정되어 저상버스 도입 의무화, 특별교통수단의 지역 간 환승, 연계체계 도입을 이뤄냈다. 하지만 특별교통수단의 국비 지원 의무화가 이뤄지지 않아 시위가 계속되었다. 장애인 단체는 선택권이 없다며 버스를 타려면 계단밖에 없어서 탈 수 없고, 승강장까지 내려갈 수 있는 엘리베이터가 없고 이동할 수 없으므로 교육받을 수 없다고 불편함을 얘기했다.
이동권과 관련된 것 이외에도 탈시설, 활동지원, 평생교육시설에 대한 예산 확보가 기획재정부에 요구되었다.
이들은 시민들이 불편할 수 있다는 것을 인지하면서도, 시민들은 15분 늦지만 우리는 1시간 이상 늦는다면서, 시민들이 욕하고 비난할 것이라는 것을 감수하고 시위를 진행하였다고 밝혔다.

## 반응

### 청와대 국민청원
- 청와대 국민청원 게시판에는 이를 비판하는 내용의 청원이 등록되기도 했다.
  - 전국장애인차별철폐연대의 지하철시위 조치 부탁드립니다 보관됨 2022-04-17 - 웨이백 머신
  - 사회적 피해를 유발하는 4호선 장애인 시위에 대한 처벌 촉구 보관됨 2022-04-16 - 웨이백 머신

### 전국장애인차별철폐연대의 행동에 대한 정당성

#### 정당하다는 측의 입장
- 당연한 이동권을 두고 휠체어 탑승자가 지하철을 타고 내리는 것을 '불법 시위'를 통한 방해로 규정하며 서울교통공사가 권리를 주장한 교통약자를 향해 혐오를 조장한다는 입장이 있다.[8]
- 민주언론시민연합은 신문방송 모니터를 통해 신문 및 방송사의 메인 뉴스에서 이를 다룬 보도가 적었고, 온라인 언론에서는 시민의 불편만 부각한 보도가 다수였으며 장애인 단체의 시위 이유를 전혀 언급하지 않거나 이를 언급하더라도 시민 불편에 비해 소극적으로 다룬 경우가 많았다고 지적했다.[9] 모니터는 장애인단체 시위가 있는 날이면 상당수 언론이 ‘시민 불편’을 우려하는 기사를 쏟아내지만, 수십 년간 반복되는 시위와 교통 불편으로 인한 갈등을 해소하는 방법은 시위를 하지 않아도 되는 환경을 만드는 것이라는 내용으로 마무리된다.
- 지하철을 이용해 출퇴근을 한다는 사람도 이동의 자유를 전혀 누려본 적 없었던 비장애인들과 같은 사람이 아니라는 점을 감안할 때, 우리와 다른 사회적 약자인 장애인들이 목소리를 내지 않으면 들어주지 않은 우리 사회의 무심함을 먼저 부끄러워해야 한다고 장애인 단체에 대한 무조건적인 시민들의 비판을 비판했다. 또한 시위로 인한 피해를 시민이 모두 감당하는 사회가 문제될 수 있다는 생각을 해야 하며, 특히 사회적 약자의 경우에는 더더욱 그렇다고 그 단체의 정당성을 옹호했다.
- 실제로 2001년 오이도역, 그 다음 해인 2002년 발산역 리프트 추락 참사 사고를 겪은 역사가 있음에도, 이러한 사고에 대해 책임을 제대로 지지 않은 철도 공사를 비판하며 사과와 재발방지 요구 시위가 이러한 방식으로 나타났다. 그리고 그 보다 이전으로 1999년도 혜화역, 천호역 등 과거부터 사고가 빈번했으며, 이외에 2000년 종로3가역, 2001년 고속터미널역, 발산역, 영등포구청역, 2002년 천호역, 2004년 서울역, 2006년 회기역, 신연수역, 2008년 화서역, 2017년 신길역 등에서 중상이나 사망하기까지 하는 등의 불편함을 겪고 있다. 장애인 이동권 시위는 2001년 이후로 21년동안 진행되고 있는데, 그동안 서울시와 관련 기관들이 2004년까지 엘리베이터를 모두 설치했어야 한다는 약속을 오래 전부터 어겼고 개선 의지가 없다. 또한 서울시가 장애인 등 교통약자들의 안전한 철도 이용 관련 예산을 삭감했다. 또 다른 교통수단인 저상버스 비율이 정부가 계획하고 실천하기로 약속한 42%의 3분의 2인 28% 밖에 되지 않아서 쉽게 타기가 어려운 현실이다. 이와 같은 약속 어기기 문제를 종합적으로 판단하자면, 승강기 설치·저상버스 보편화 등 교통 약자들을 위한 인프라를 보강하는 약속을 실제로 옮긴 적은 없어 여전히 지하철 공사에게 남겨진 과제는 많다고 했다. 
결국 전장연을 비롯한 장애인 인권 활동가들은 2020년 서울 광화문에서 장애인 인권 보장을 요구하는 광화문 행진 집회와 2021년 홍남기 경제부총리 겸 기획재정부 장관 자택 시위를 하는 것을 넘어 2021년 지하철역에서 과격한 시위를 하는 방법을 사용했다. 
전문가는 그동안 사회기반시설들이 장애인을 무시하며 구축돼 온 것은 비판의 소지가 있다고 문제를 제기했다. 수십년간 장애인 이동권 시위가 진행 중인 동안 한국 사회는 안타깝게도 장애인의 편의와 안전에 대해 무시하고 관심을 가져주지 않아 왔으므로 이에 대한 부당함을 알리기 위해 더 많은 시민의 주목을 받을 수 있는 방법으로 진행했다. 물론 불편을 겪을 수 있다는 것은 당연하다고 하더라도, 그 시위가 한국 사회와 국가가 장애인을 철저하게 외면한 대가나 다름없으며, 장애인들 탓을 하는 것보다는 장애인들을 배려하려고 노력함으로써 비장애인과 같이 만드는 세상을 구축하기 위해 연대하고 서로서로 공존하는 사회를 만들어 같이 혜택을 보는 결과로 이어져야 한다고 지적했다.[10]

#### 비판 측의 입장
- 전장연의 호소는 장애인, 노약자 등등의 모든 교통약자들의 온전한 이동권을 위한 입법을 촉구하기 위한 호소이다. 그러나 이같은 전장연의 호소 방식은 다른 사람들에게 피해를 주면서까지 목소리를 내는 것은 반감을 살 수 있는 행동이므로 올바르다고 할 수 없다고 비판했다. 한편 장애인 단체의 주장에 대해서는 장애인들이 직접 나서지 않았으면 법안 심사도 속도를 내지 않았을 것이라며 공감했다. 
실제로 국회에는 천준호 더불어민주당 의원 등 40인이 단체로 저상버스 및 일반버스 대·폐차시 저상버스 도입을 의무화하자고 발의한 내용이 포함된 '교통약자이동편의증진법' 개정안이 현 상황에서 소관위 심사 상태로 계류되어 있다. 지금으로부터 7년 전인 2015년 서울시가 올해지 '서울시 지하철 1역사 1동선 엘리베이터'도 지켜지지 못할 상황에 놓였는데, 서울 지하철에는 엘리베이터가 없는 역이 22곳이 된다.[11]
- 출퇴근 때 지하철을 이용하는 시민은 "아무리 절박하게 주장하는 바가 있다고 해도 다른 방법을 생각해야지, 다수에게 피해를 주면서 하는 시위는 동의할 수 없다"고 했다.[12] 시위 당시 근무한 역무원들도 택시비까지 대줘야 한다는 등 승객들의 민원 때문에 지쳐가고 있다고 한다.[13] 2022년 1월 1월 ~ 2월 10일까지 해당 장애인단체 시위에 대해서 민원이 서울교통공사의 홈페이지와 앱에 2180건 제기되었고, 관계자는 “현장에서 역무원들에게 ‘언제 출발하나’, ‘KTX에 탑승하지 못했는데 배상하라’는 내용의 민원이 계속 쏟아지고 있어서 심각하다”이라고 했다.[14] 또한 3월 25일 한 여자 뮤지컬 배우 이하린이 이 시위에 대해서“남에게 피해를 주는 시위는 건강하지 못하다고 비판적인 의견을 밝혔다. 그러나 비판이 쏟아지자 사과문을 올렸다.[15]
- 장애인 당사자들 사이에도 비판적인 여론이 일고 있다. 또다른 지체 장애인 단체인 사단법인 한국지체장애인협회의 김광환 대표가 장애인의 이동권을 보장해야 하지만 장애인 망신을 시키고 있다며 전장연을 비판하는 성명문을 3월 29일에 냈다.[16] 전장연이 장애인 전체를 대변하는 단체가 아니라는 것을 보여준 셈이다. 실제로 이에 대해 전장연은 자기가 장애인대표단체가 아니라는 것을 인정했다. 또한 한 청년단체 전국청년연합은 전장연을 비판하는 성명을 냈다.[17]
- 정부기관에서 뺨 맞고 대중교통에서 눈 흘기기 - 2022년 1월 28일에 서울교통공사가 엘리베이터 설치계획을 발표한 이후에는 대중교통 운영기관을 대상으로 하지 않고 기획재정부 등 정부기관이나 대선 후보를 대상으로 대중교통과 무관한 요구를 가지고 시위를 하고 있는데, 즉 서울교통공사를 대상으로 대중교통에서 더 이상 시위할 명분이 없어졌다. 시위의 효과가 떨어졌거니와 기획재정부 등 관련 기관이나 대선 후보의 유세 현장에서 시위하는 것이 더 효과적일 것이라는 의견도 나왔다. 한편 장애인단체 측은 홍남기 기획재정부 장관 집 앞에서도 시위를 이어갔다.[18] 주무부처인 복지부는 예산 증액에 유보적인 것으로 알려졌다.[19]
- 장애인 활동 지원 서비스를 24시간으로 늘리는 것은 곧 인력을 늘려야 하므로 인력낭비의 우려가 있을 수 있다. 그리고 탈시설 예산을 확대하자는 것에 대해서는 거주시설에 생활 중인 장애인들의 부모 단체인 전국장애인거주시설이용자부모회가 반대하고 있다.[20]

### 국가인권위원회의 방문
국가인권위원회가 전국장애인차별철폐연대 시위 현장에 직접 방문하여 장애인 단체 관계자가 국민의힘 이준석 당대표의 표현 방식이 인권침해적이라고 비판하고 이 문제를 지적하는 입장을 인권위가 낼 것이라고 한 것에 대해 "장애인 이동권과 예산 등에 대한 관계자들의 의견을 들었다"며 "앞으로도 장애인 인권이 실질적으로 보장될 수 있도록 지속적으로 노력하겠다"고 밝혔다. 이외에 Twitter 등 SNS에서는 당대표 비판 및 전장연 응원 릴레이를 하고 있다.

### 서울교통공사의 대응
- 2021년 11월 23일 서울교통공사는 주최측에 교통 방해 행위, 업무 방해 등의 불법행위를 사유로 3천만 1백 원의 손해배상 소송을 제기했다.[22]
- 2021년 12월 6일 서울교통공사는 시위가 예고된 혜화역 2번 출구의 엘리베이터를 오전 7시 30분부터 9시까지 1시간 30분동안 봉쇄했다. 예정된 집회에서는 지하철을 타지 않는 선전 집회가 예정되었다.[23] 서울교통공사 관계자는 경찰청 관계자와 서울교통공사 영업본부 관계자간의 비상회의를 통해 결정되었다고 답변했지만, 경찰청 관계자는 협의가 없었다며 서울교통공사의 결정이라고 밝혔다.[24] 해당 대응은 이후 국가인권위원회에 진정되었다.
- 2021년 12월 13일 서울 지하철 1호선의 시청역을 20여분 간 무정차 통과 운행했다.
- 2022년 1월 경찰은 주최측의 대표를 입건했다. 그리고 4월에는 검찰에 송치됐다.
- 2022년 1월 28일 서울교통공사는 2024년까지 모든 역에 엘리베이터를 1동선 이상이 확보되게 설치하겠다고 밝혔고 더 이상의 시위를 자제해달라고 했지만, 2022년 2월 3일 이후로도 시위가 계속되었다.
- 서울교통공사의 공식 트위터에서는 서울교통공사의 행보에 반발이 이어지자 '불법'이라는 표기를 제외했지만, 앱 푸시 알림에서는 계속해서 이를 '불법시위'로 표기해 전송했다. 아마도 장애인 관련 단체가 아니더라도 이 시위를 모방한 시위가 일어나는 걸 막기 위한 것으로 보인다. 실제로 남창역에서 지역 주민이 무궁화호 무정차에 반대하는 선로 점거 시위를 계획 보관됨 2021-12-27 - 웨이백 머신한 적이 있다.
- 서울 지하철 7호선 강남구청역의 '아트건강기부계단'에 모인 기부금을 장애인 이동권 확보 사업에 쓰겠다고 밝혔다.
- 2022년 2월 10일 서울시는 2025년까지 모든 지하철역에 엘리베이터를 1동선 이상이 확보되게 설치하고 저상버스를 100% 도입하고 장애인 콜택시의 대기시간을 줄이겠다는 대책을 내놓았다.
- 상황이 악화되자 2022년 2월 22일 서울교통공사는 다시 한 번 더 시위를 자제해달라고 했다.

#### 서울교통공사의 언론 플레이 논란
시위 종료 이후 서울교통공사가 직접 여론 조작을 했다는 논란이 터졌다. YTN이 단독으로 입수한 문건에 따르면 서울교통공사는 '사회적 약자와의 여론전'이라는 제목으로 '장애인 단체를 쳐 내자'면서 '언더도그마(약자는 무조건 착하고, 강자는 무조건 나쁘다는 강자에 대한 편견)' 논리로 이들을 무조건 감싸주고 특별히 배려할 필요가 없다는 대응지침을 전체 직원이 볼 수 있도록 정식으로 공유하였으며, 장애인 단의 실전을 찾아 여론전을 통해 시민들에게 적극적으로 알려야 한다고 안내했다. 서울교통공사는 이를 두고 홍보팀원 개인 의견에 불과하다고 주장했다.

### 이준석에 의한 이 시위의 문제점 공론화
2022년 3월 25일 철덕 정치인으로 알려진 이준석 국민의힘 대표는 "문재인 정부 아래의 박원순 시정 때 이 약속을 지키지 못했다는 이유로 오세훈 취임 이후로 시위가 잦아진 건 의아하다, 정당한 주장도 타인의 권리를 과도하게 침해하면 부정적인 평가를 받을 수가 있다, 비장애인 승객도 정해진 시간이 지나 열차 출입문이 닫히면 다음 열차를 타야 하듯이 장애인 시위자도 정해진 시간이 지나면 못 타게 하는 건 정당하다"며 시위에 대한 조치가 필요하며, 이같은 시위는 21세기 현대사회에서 '비문명적'이라고 지적한 글을 페이스북에 올렸다.
그는 서울 지하철에 탑승한 승객들이 해당 장애인 단체가 문이 열리면 휠체어를 세워놓는 방법으로 열차운행을 지연시키면서 피해를 받고 있고, 해당 장애인 단체가 서울(과 수도권) 시민들을 존중하지 않고 이들을 배려하지 않는 방식으로 사람들에게 본인이 차별받고 있다며 공감을 요구하는 것은 실제로는 문제해결에 큰 영향을 주지 않는다고 했다. 덧붙여서 서울시민 역시 강자가 아닌 일개 시민이며, 강자에 대한 시위는 용납할 수 있다고 쳐도 강자가 아닌 사람들에게 피해를 끼치는 것은 비판받을 소지가 있다고 했다.
이에 대해 더불어민주당, 정의당의 진보 계열 정치권뿐만 아니라 이준석이 당대표로 있는 국민의힘에서도 비판하고 있다.
뉴스토마토가 만 18세이상 남녀 1020명을 대상으로 조사한 결과 전장연 시위 논란 건과 관련한 이준석 당대표 발언에 대해서 전체의 55.9%가 부정적이었고, 35.4%가 긍정적이었다.

#### 전장연 옹호, 이준석 비판
친노/친문 성향의 참여연대는 이준석 국민의힘당 대표의 해당 발언에 대해 차별과 혐오의 정치라고 비판했으며, 민주노총 역시 비슷한 의견을 내며 이 시위를 게기로 사회를 구성하는 사회적 소수자인 장애인들이 존중받아야 할 권리를 쟁취할 것이라고 했다.
김혜지 국민의힘 의원과 장혜영 정의당 의원, 최혜영 더불어민주당 의원은 전날 전장연의 지하철 출근길 시위에 동참하며 전장연에 대한 지지 의사를 표현했다.
더불어민주당 고민정 의원이 하루 동안 휠체어를 타고 자택 인근인 2호선 강변역에서 9호선 국회의사당역까지 출근하는 모습을 보여주었다. 그녀는 장애인 체험을 하며 장애인들이 느낄 불편함, 고통에 대해 설명하고 이에 공감하면서 "끝 모를 아집과 독선"이라는 비난적 워딩을 통해 이준석을 비판했다.
정의당 출신이지만 진보진영에 비판적인 진중권 교수는 3월 31일 CBS라디오 한판승부에서 이준석 대표가 장애인단체가 한 방법에 대해 비판한 것과 자전거가 아닌 휠체어를 타고 출퇴근을 했으면 좋겠다고 요구한 것에 대해서는 이동권의 자유가 심하게 제약된 장애인단체가 왜 시위를 벌인 것인지에 대한 이해와 공감력 부족에서 나온 발언이라고 지적했다. 나경원 국민의힘 의원도 전장연이 정치 편향적인 면과, 이들의 시위 방식이나 강도가 달라진다는 사실을 인정하면서 시위 방식을 비판하면서도, 이준석의 발언은 부적절하다고 지적했다. 그 이유는 장애인 이동권 문제는 장애인뿐만이 아니라 사회적 약자인 고령층에게도 해당될 수 있는 일이므로 가볍게 볼 문제는 아닐 것이라고 덧붙였다. 이어 지하철에 100% 엘리베이터 설치가 되어있지 않아서 시위하는 것을 조롱하거나 이들이 부르짖는 법 개정 요구에 대해 '또 떼법이냐?'는 식으로 비난하는 편향적인 태도는 동의할 수 없다고 했다. 윤상현 의원 역시 국민의힘 이준석 당대표의 부족한 점을 지적했다.
국민의힘의 김예지 의원은 3월 28일 전장연 앞에 가서 무릎 꿇고 사과를 했고 인수위에서도 다음날인 29일 현장에 찾아가서 장애인들 얘기를 들어 사실상 이준석을 비판하고 장애인단체의 시위에 대해 공감하며 옹호했다. 정미경, 조수진 최고위원도 가세했다.
전장연은 파일에 3월 30일 오전까지의 이준석의 페이스북 글들을 박제하며 이준석 당대표의 잘못된 발언에 대해서 강하게 비판했다.
전장연도 2022년 4월 4일 월요일, 서울지하철 3호선 경복궁역에서 삭발식에 앞서 최근 장애인 탈시설 관련 간담회에 참석한 이준석 국민의힘 대표를 향해 탈시설 정책에 장애인단체 간에 의견 대립을 조장했다고 "장애인단체 간 갈라치기를 제발 멈춰라"고 비판하며 문제를 제기했다.
그러면서 전장연 대표는 '혐오와 차별이 무엇인지도 모른다'고 이 대표를 지적하며 장애인 당사자들이 상처받고 있다고 했다.

#### 전장연 비판, 이준석 옹호
그러나 하태경 의원은 이준석을 향한 비판에 대해 반론했다.
그는 이준석의 비판 측으로부터 '장애인 갈라치기'라고 지적받은 발언에 대해서는 다른 태도를 보였다. 그는 이준석에 대한 비판에 대해 반론을 제기하면서 이준석 옹호, 전장연을 비판했다.
하태경은 사회적 강자만이 아니라 약자도 법의 테두리 안에 있어야 하는 대한민국 사회에서 어떻게 보면 약자로 볼 수 있는 출퇴근하는 시민들을 100분 더 가둬놓은 해당 장애인단체의 행동에 대해서는 '약자 간에 연대를 해야 장애인단체들도 힘을 받고 박수를 받을 수 있었을텐데 본인들 입지만 줄어든다'고 지적하면서 이들의 행동은 결국 '자폭'이라고 평가했다. 이준석 당대표도 시민들을 약자로 볼 수 있다고 한 논리에 동의하면서 사실상 이준석의 발언에 대해 옹호적인 시각을 가졌다는 것을 볼 수 있다.

### JTBC썰전 라이브토론
- 해당 링크
- 유튜브 토론 영상

2022년 4월 13일 진행된 썰전 라이브 토론의 내용을 요약해보자면, 국민의힘 당대표 이준석과 전장연 대표 박경석이 서로 해당 사건을 두고 비판 측(이준석)과 옹호 측(박경석 전장연대표)이 서로 토론하고 있다.
첫번째 주제에 대해서는 이준석은 전장연이 출퇴근하는 일반 시민들의 불편함에 대해 생각지도 못하고 불편함을 준 것은 사실이며, 일반 탑승으로 인한 지연 정도가 아닌 고의적으로 문이 열릴 때마다 타고내리는 과정을 반복하여 열차를 지연시키는 행위을 일삼는 시위는 '비문명적'인 시위라고 지적했다. 지하철을 통해 할머니의 임종을 지키는 장소에 가려는 승객에게 '버스타고 가세요' 등의 표현은 무례하다고 지적했다.
박경석은 이에 대해서 우리나라 정부는 2001년 설립때부터 21년이 지난 2022년에도 우리의 소리가 철저히 무시당하고 짓밟히면서 장애인 차별을 당하고 있다고 주장했다. 저상버스의 비율도 정부의 계획에 미치지 못할 정도로 적으며, 기본적 이동권이 제약된 장애인들에게 '비문명적' 운운하는 행위는 다시한번 생각하고 말했어야 한다고 비판했다. 엄연히 사회적 약자이고 보호받아야 할 장애인에 대해 정치인이라는 사람이 사회적 여파가 큰 것임을 알고도 제대로 말하지 못한 행위를 지적한 것이다.
두번째 주제에 대해서는, 박경석이 정부에서는 20년째 우리들의 목소리를 겉으로는 반응하지만 이들의 요구를 무시하려는 것이다. 정부가 진짜로 진심을 담아서 이들의 요구를 들어줬다면 진작에 우리 장애인들은 더 만족했을 것이라고 했다. 또한 저상버스를 만드는 데 10년 이상 걸리고, 장애인 복지를 위해 계산된 예산은 현저히 적고, 장애인 시설에서 불편해하는 장애인들도 수도 없이 많다는 것이다. 각 지자체에 한정되어 이동하는 장애인 택시 이외에 장거리 이동을 위한 교통수단은 우리에게 사실상 없다고 했다.
이준석 측은 정부측에서는 우리의 요구를 들어주려는 노력을 하고 있지만, 한정된 자원처럼 한정된 예산이 이들의 요구를 무조건 충족시켜줄 수는 없다고 반박했다. 실제로 법안이 통과된 이후 앞으로 돈으로 구매하는 버스는 모두 의무적으로 저상버스여야 법을 위반하지 않는다고 명시했다. 그는 5년에서 7년 주기로 교체되는 버스를 모두 폐기처분하여 다시 갈아엎는 것은 매우 급진적이라 현 상황에서는 부적절하다고 했다. 이명박 정부가 저상버스를 도입했으며, 윤석열 대통령은 고속버스, 시외버스, 저상버스 등의 장애인 버스시설을 개선하려는 노력을 준비 중이라고 했으며, 장애인 택시를 1대/100명 정도로 개선하겠다고 공약을 펼치고 실행하겠다고 국민들에게 약속했다. 이외에 장애인의 탈시설화에 대해서는 각 장애인단체별로 의견이 달라서 탈시설화 찬반 양론이 갈리고 있다고 지적했다.

## 단체 검찰 송치
해당 장애인단체가 4월 10일 검찰에 송치되었다.
- 전국장애인차별철폐연대 소속 활동가 2명 - 저상버스 도입, 특별교통수단 확대 요구 시위 도중 시내버스 운행 지연 혐의 - 업무방해죄 및 집회시위법, 감염병예방법 위반
- 장애인인권활동가 3명 - 2021년 1월 종로구 광화문 광장에서 천막 치고 탈시설 권리 요구를 탈시설 권리를 요구하는 미신고 불법 집회 혐의 - 집회시위법, 감염병예방법 위반
- 박경석 대표 및 관계자 - 2021년 1월 ~ 11월 (총 10개월) 동안 6차례 승하차를 반복하면서 5시간 39분동안 열차의 운행을 지연시킨 혐의 - 전차교통방해죄, 업무방해죄 등 (서울교통공사의 신고). 이와 별개로 박경석 등 4명의 활동가들은 2021년 11월 서울교통공사에 의해 3000만원 손해배상 민사소송이 제기되어 피고 신분이 됨.

등, 30~40명의 전장연 활동가들이 경찰 조사 후 위에서 열거한 혐의 (업무방해죄, 집회시위법, 전차교통방해, 업무방해, 감염병법 위반 등) 로 검찰에 송치되었다.
박경석은 4월 25일에 피의자 신분으로 결국 서울 혜화경찰서에 출석하여 조사를 받았다. 검찰에 송치된 그는 경찰이 여러 혐의들을 열거하며 잘못을 묻자 "시민들에게 피해 끼친 것은 잘못"했다면서 "권리 보장받기 위한 정당한 투쟁"이라고 진술하며 조사를 마쳤다.

## 같이 보기
- 전국장애인차별철폐연대
- 장애인 이동권 운동
- 오이도역 휠체어리프트 추락 사고
- 신길역 휠체어 추락 사고
- 전국장애인차별철폐연대 산하 언론 에이블뉴스
- 서울교통공사 트위터 (경과에 대한 더 자세한 사항 확인)